# Diana Cruz
Diana Luisa Victoria Cruz Arroyo (ur. 10 czerwca 1991) – peruwiańska zapaśniczka walcząca w stylu wolnym. Zajęła piąte miejsce na igrzyskach panamerykańskich w 2019. Brązowa medalistka mistrzostw panamerykańskich z 2018 i 2019. Sześciokrotna medalistka mistrzostw Ameryki Południowej, złoty medal w 2014 i 2015. Mistrzyni igrzysk boliwaryjskich w 2017; trzecia w 2009 i 2013 i czwarta w 2022 roku.